# Timbres de France 1997
Cet article recense les timbres-poste de France émis en 1997 par La Poste.

## Généralités

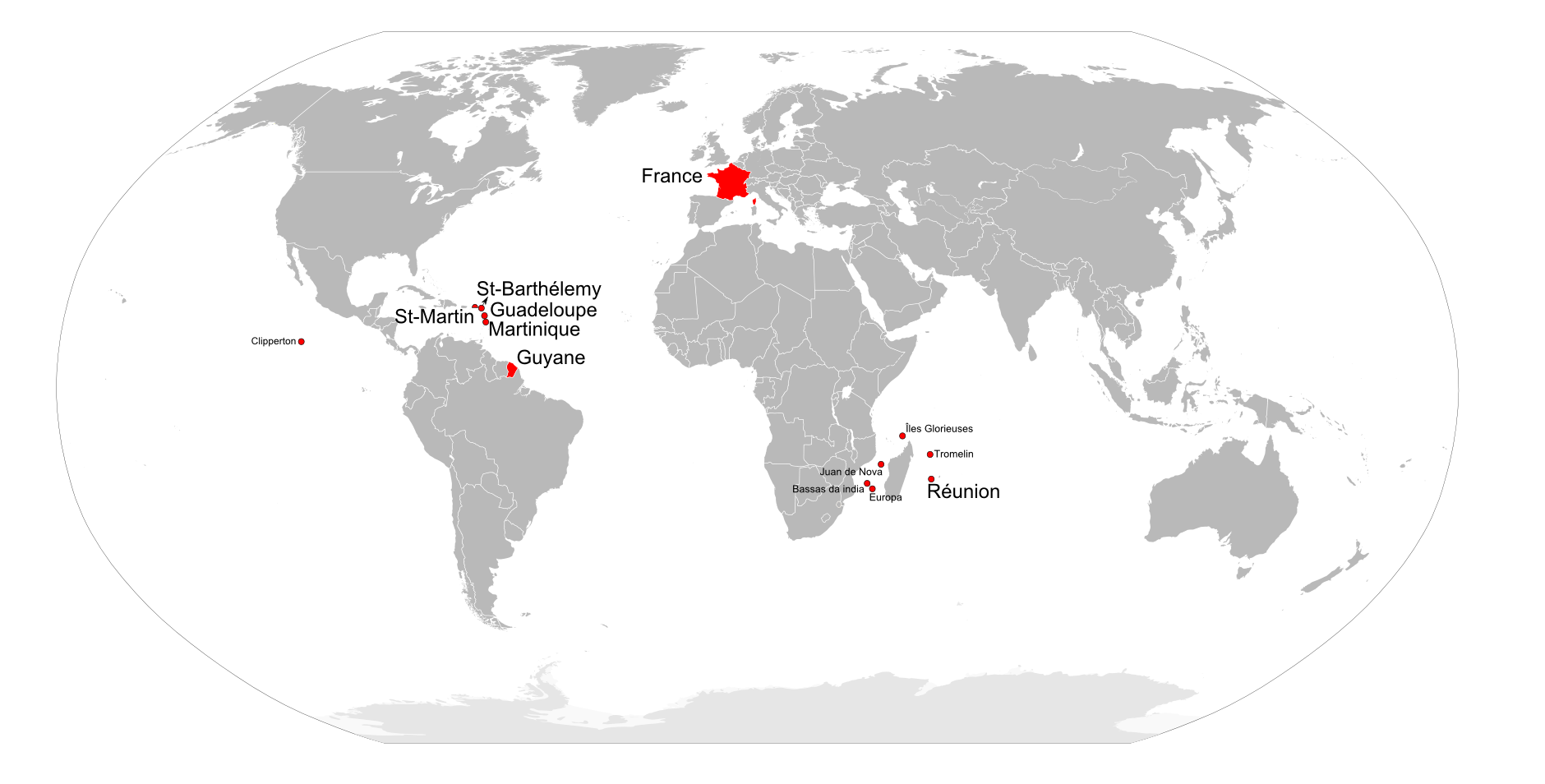
Lieu d'utilisation des timbres de France. Pour les territoires inhabités, l'utilisation est théorique, mais possible par les missions militaires et scientifiques.

Les émissions portent la mention « République française - La Poste 1997 » et une valeur faciale libellée en franc français (FRF).
Ces timbres sont en usage sur le courrier au départ de la France métropolitaine, de la Corse et des quatre départements d'outre-mer (Guadeloupe, Guyane, Martinique et Réunion). À partir du 1er janvier 1997, Mayotte émet ses propres timbres.

### Programme philatélique
Le programme philatélique de France pour 1997 a été fixé par des arrêtés du ministère de l'Industrie et appliqué par le Service national du timbre-poste et de la philatélie (SNTP). Les timbres sont imprimés par l'Imprimerie des timbres-poste et valeurs fiduciaires, près de Périgueux, qui est signifié sur les timbres par le sigle « ITVF » imprimé en dessous de l'illustration. 
Les arrêtés fixant le programme 1997 sont signés par le secrétaire d'État à l'Industrie :
- [à compléter]

En 1997, la Marianne du 14 juillet, un nouveau type d'usage courant dessinée pour la première fois en France par une femme, est émise pour remplacer la Marianne du Bicentenaire de janvier 1990. Sont introduits de manière annuelle des timbres à messages, dits « semi-permanents » par La Poste à cause de leur durée de vente plus longue qu'un timbre commémoratif, mais plus courte qu'un timbre d'usage courant. Pour la 3e année consécutive, des timbres sont émis pour annoncer la Coupe du monde de football de 1998 organisée en France. En décembre, le premier timbre lié à l'exposition internationale Philexfrance '99 est mis en vente.

### Tarifs
Les tarifs postaux en vigueur sont ceux du 18 mars 1996, convertis en euro le 1er janvier 2002, et valables jusqu'au 1er juin 2003. Voici les tarifs réalisables avec un seul timbre, carnet ou bloc émis en 1997 :
Tarifs intérieurs :
- 2,70 FRF (Marianne): carte postale et lettre de moins de 20 grammes en service économique.
- 3 FRF : lettre de moins de 20 grammes en service prioritaire.
- 3,50 FRF (Marianne) : lettre de 20 à 50 grammes en service économique.
- 4,20 FRF (Marianne) : lettre de 50 à 100 grammes en service économique.
- 4,50 FRF : lettre de 20 à 50 grammes en service prioritaire.
- 6,70 FRF : lettre de 50 à 100 grammes en service prioritaire.

Tarifs pour l'étranger :
L'étranger est réparti en six zones géographiques.
- 3 FRF : lettre prioritaire de moins de 20 grammes à destination de l'Union européenne, du Liechtenstein, de Saint-Marin, de la Suisse et du Vatican (zone 1).
- 3,80 FRF (Marianne) : lettre prioritaire de moins de 20 grammes vers le reste de l'Europe et le Maghreb (zone 2).
- 4,40 FRF : lettre prioritaire de moins de 20 grammes à destination de l'Amérique du Nord, de l'Asie centrale, du Moyen-Orient et du Proche-Orient (zone 4).
- 4,90 FRF : lettre prioritaire de moins de 20 grammes à destination de l'Amérique centrale et du Sud, de l'Asie de l'Est et des Caraïbes (zone 5).
- 10 FRF (Marianne) : lettre prioritaire de 40 à 60 grammes vers la zone 2.

## Légende
Pour chaque timbre, le texte rapporte les informations suivantes :
- date d'émission, valeur faciale (FRF pour franc français) et description,
- formes de vente,
- artistes concepteurs et genèse du projet,
- manifestation premier jour,
- date de retrait, tirage et chiffres de vente,

ainsi que les informations utiles pour une émission donnée.

## Janvier

### François Mitterrand 1916-1996
Le 6 janvier, est émis un timbre de 3 francs pour l'anniversaire de la mort de l'ancien président de la République François Mitterrand. La photographie choisie présente le président pendant une cérémonie officielle, des drapeaux tricolores à l'arrière-plan.
La photographie de Vioujard est mise en page par Jean-Paul Cousin sur un timbre imprimé en héliogravure en feuille de cinquante exemplaires.
Le timbre est retiré de la vente le 7 novembre 1997 après la vente d'environ 17,2 millions d'unités.

### Innovation participative
Le 27 janvier, sur le thème de l'« innovation participative », est émis un timbre de 3 FRF représentant une œuvre en fils de métal sur fond de couleurs vives.
L'œuvre de Jean-Pierre Lalanne est mise en page par Claude Andréotto sur un timbre imprimé en héliogravure en feuille de quarante unités.
Environ 11,5 millions de timbres sont vendus avant le retrait du 7 novembre 1997.

## Février

### Centre Georges-Pompidou 1977-1997
Le 3 février, est émis un timbre de 3 FRF pour le 20e anniversaire du Centre national d'art et de culture Georges-Pompidou de Paris. Un élément de la façade, les escaliers mécaniques, est dessiné en guise d'illustration.
Le timbre est dessiné par Jean-Paul Cousin et gravé par Jacky Larrivière. Imprimé en taille-douce, il est conditionné en feuille de cinquante.
Environ 8,3 millions de timbres sont vendus avant le retrait du 7 novembre 1997.

### Bonne fête et Joyeux anniversaire
Le 10 février, sont émis les deux premiers timbres à message de 3 FRF pour souhaiter une « bonne fête » et un « joyeux anniversaire ». Le premier message est composé de carrés d'une lettre disposés sur un fond bleu pointillés de bulles bleu clair. L'anniversaire est signifié par des jouets et des cadeaux multicolores sur un fond jaune.
Les deux timbres sont signés Jean-Paul Cousin et imprimés en héliogravure en feuille de cinquante.
Jusqu'au retrait de la vente le 13 février 1998, environ 9,2 millions de « Bonne fête » et 8,7 millions de « Joyeux anniversaire » sont vendus.

### École nationale des ponts et chaussées 1747-1997
Le 17 février, est émis un timbre commémoratif de 3 FRF pour le 250e anniversaire de l'École nationale des ponts et chaussées. L'illustration est une vue bleuté et de profil du plan du nouveau bâtiment de cette école, inauguré en 1997 sur le Campus Descartes, à Champs-sur-Marne, en Seine-et-Marne.
Le bâtiment dessiné par les architectes Philippe Chaix et Jean-Paul Morel est représenté sur un timbre dessiné et gravé par Claude Jumelet. Il est imprimé en taille-douce en feuille de cinquante exemplaires.
Vendus jusqu'au 7 novembre 1997, environ 8,3 millions de timbres sont écoulés.

### Patrimoine guyanais: Saint-Laurent-du-Maroni
Le 24 février, est émis un timbre touristique de 3 FRF sur le patrimoine guyanais avec l'exemple de Saint-Laurent-du-Maroni, ville construite à l'origine comme camp de travaux forcés. Le dessin fait ainsi voisiner des bâtiments  construits par les bagnards dans la seconde moitié du XIXe siècle.
Le timbre est dessiné et gravé par Pierre Béquet. Il est imprimé en taille-douce en feuille de cinquante exemplaires.
Environ 8,5 millions de timbres sont vendus avant le retrait du 7 novembre 1997.

## Mars

### Tavant - Indre-et-Loire
Le 3 mars, est émis un timbre artistique de 6,70 FRF représentant une fresque de la crypte de l'église de Tavant, en Indre-et-Loire. La partie choisie représente une scène de la Genèse : les frères Abel et Caïn, les deux fils d'Adam et Ève, qui amènent leur offrande à Dieu
La fresque est reproduite par Odette Baillais et gravée par Jacky Larrivière pour créer un timbre imprimé en taille-douce en feuille de trente.
Environ 5,85 millions de timbres sont vendus avant le retrait de la vente, le 7 novembre 1997.

### Journée du timbre: Mouchon 1902
Le 17 mars, à l'occasion de la Journée du timbre, est émis un timbre de 3 francs et un carnet mixte sur l'ancienne série d'usage courant, le type Mouchon. L'année 1902 dans la légende du timbre souligne qu'il s'agit du type retouché en 1902, et non celui de 1900. Ce dernier fut très accueilli par le public philatélique, artistique et politique de l'époque. Marianne est dessinée en blanc et traits bleus, posé sur un fond violet. 
La surtaxe de 0,60 franc frappant les timbres de feuille et trois des timbres du carnet sont reversés à la Croix-Rouge française. Le produit de la vente des quatre timbres sans surtaxe du carnet sert à financer l'Association pour le développement de la philatélie.
Le timbre est mis en page par Charles Bridoux et gravé par Jacky Larrivière. Il est imprimé en taille-douce et conditionné en feuille et en carnet de sept timbres.
Au retrait de la vente, environ 1,45 million de timbres de feuille et 900 000 carnets ont été vendus, soit environ 7,75 millions de timbres individuels.

### Millau - Aveyron
Le 17 mars, est émis un timbre de 3 FRF sur Millau, dans le département de l'Aveyron. Le panorama illustrant le timbre met en valeur le beffroi et l'église au-dessus des toits de la ville. En arrière-plan, un kayakiste navigue dans les gorges du Tarn.
Le timbre est dessiné et gravé par Ève Luquet. Il est imprimé en taille-douce en feuille de cinquante exemplaires.
Environ 9,1 millions de timbres sont vendus avant le retrait du 7 novembre 1997.

## Avril

### Bertrand Moninot
Le 1er avril, est émis un timbre artistique de 6,70 FRF reproduisant une œuvre originale de Bernard Moninot faite d'ellipses composées de lignes ou de volumes, etc. sur fond blanc.
L'œuvre est mise en page par Charles Bridoux sur un timbre imprimé en héliogravure en feuille de trente.
Le timbre est retiré de la vente le 12 décembre 1997. Il s'en est vendu environ 6 millions d'exemplaires.

### Nature de France: les parcs nationaux

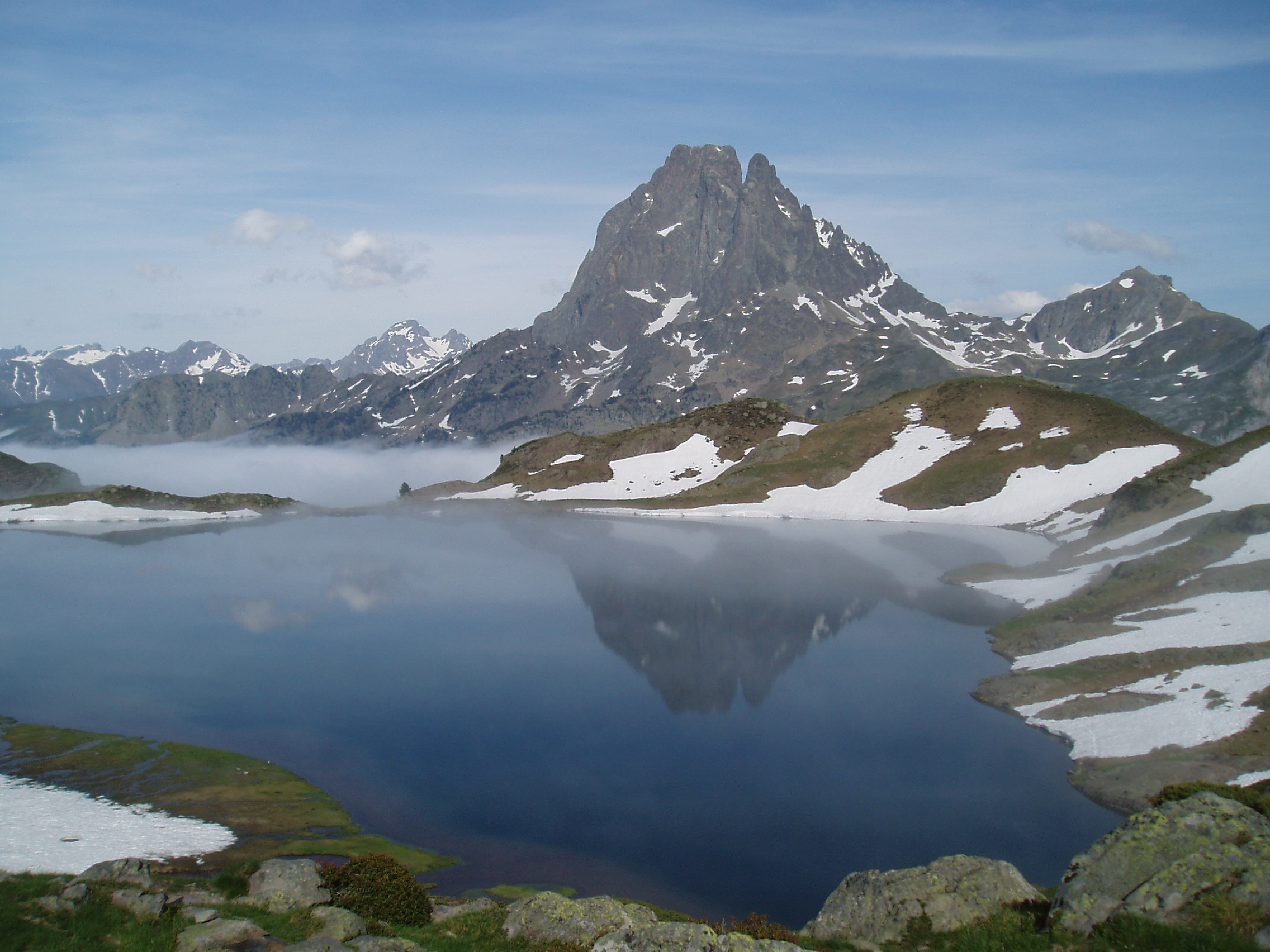
Paysage du parc national des Pyrénées, dans une perspective proche du dessin du timbre.

Le 14 avril, dans la série annuelle Nature de France, sont émis quatre timbres sur des parcs nationaux de France, sur le même thème et par le même artiste que l'émission d'avril 1996. Pour chacun, un paysage du parc constitue l'arrière-plan pour représenter un animal et une fleur. Les deux timbres de 3 FRF sont consacrés au parc des Écrins dans les Alpes (Barre des Écrins, aigle royal et panicaut des Alpes) et celui de la Guadeloupe dans l'île de Basse-Terre (volcan de la Soufrière, balisier et racoon). Pour ceux de 4,50 FRF, ce sont les parcs de Port-Cros en Méditerranée (côte rocheuse et un puffin) et celui des Pyréenées (pic du Midi d'Ossau et lac Gentau, isard).
La série est dessinée par Guy Coda. L'impression est effectuée en héliogravure en feuille de quarante timbres.
Le retrait a lieu le 12 décembre 1997. Environ 13,35 millions d'exemplaires du « Parc de la Guadeloupe » sont vendus, pour 11,5 millions de « Parc des Écrins », 6,4 millions de « Parc des Pyrénées » et 6,3 millions de « Parc de Port-Cros ». En tout, ce sont environ 37,55 millions de timbres individuels qui ont été écoulés.

### Europa:le Chat botté

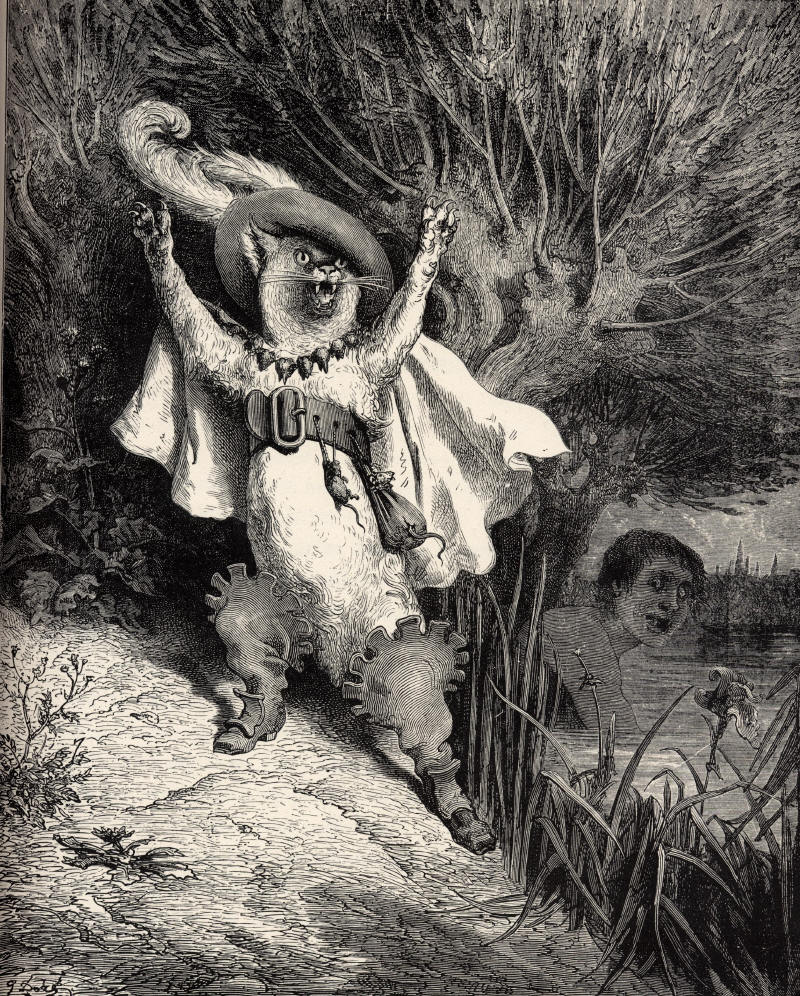
La lithographie qui a inspiré le timbre.

Le 28 avril, dans le cadre de l'émission Europa, est émis un timbre de 3 FRF sur le thème annuel commun : les contes et légendes. Pour le timbre de France, est illustré le conte du Chat botté de Charles Perrault, dans lequel un chat doué d'intelligence et de parole fait passer son maître pour un noble. L'illustration s'inspire d'une lithographie illustrant un des épisodes du conte : « Au secours ! au secours ! voilà Monsieur le Marquis de Carabas qui se noie ! »
La lithographie de Gustave Doré est interprétée et gravée par Martin Mörck. Le timbre bleu est imprimé en taille-douce en feuille de cinquante.
Retiré de la vente le 12 décembre 1997, le timbre s'est vendu à environ 12,3 millions d'exemplaires.

## Mai

### Philexjeunes 97 - Nantes
Le 5 mai, est émis un timbre de 3 FRF à l'occasion de Philexjeunes 97, exposition philatélique ouverte aux jeunes concurrents, organisée à Nantes. Dos au soleil, un jeune descend en planant à l'aide d'un timbre.
Le timbre est dessiné par Fleur Laneuze, alors 18 ans, vainqueur d'un concours de dessins du SNTP ouverts aux 12-18 ans. Il est imprimé en offset en feuille de cinquante.
Environ 10,6 millions d'exemplaires sont vendus avant le retrait du 12 décembre 1997.

### Hommage aux combattants français en Afrique du Nord 1952-1962
Le 12 mai, est émis un timbre de 3 FRF en « hommage aux combattants français en Afrique du Nord » entre 1952 et 1962, dates entre lesquelles ont lieu des actions indépendantistes au Maroc et en Tunisie et la guerre d'Algérie, toutes conduisant à l'indépendance de ces pays. L'illustration se compose de deux extraits de documents juxtaposés : un fond de carte du Maghreb bleu à gauche, et un soldat en train de guetter de couleur jaune-orange à gauche.
La photographie fournie par l'un des Services d'informations et de relations publiques des armées (SIRPA) et la carte sont mis en page par Aurélie Baras sur un timbre imprimé en offset en feuille de cinquante unités.
Jusqu'au retrait de la vente, le 12 décembre 1997, environ 8,3 millions de timbres sont vendus.

### Les journées de la lettre: le voyage d'une lettre
Le 12 mai, est émis une bande de six timbres différents de 3 FRF et un carnet de douze de ces timbres (deux de chaque type) sur le thème du « voyage d'une lettre », rappelant les carnets La communication de 1988 et Le plaisir d'écrire de 1993. Les six timbres constituent une sorte de bande dessinée dans laquelle une lettre affranchie d'un timbre rouge s'écrit, voyage par la poste (de la boîte aux lettres jusqu'à la tournée du facteur) jusqu'à parvenir à une destinataire.
Les dessins sont signés Henri Galeron et mis en page par Michel Durand-Mégret sur des timbres imprimés en héliogravure. Le conditionnement est en feuille de sept bandes de six timbres gommés ou en carnet de douze autocollants. Dans cette forme adhésive, il s'agit du premier carnet de timbres commémoratifs autocollants de France.
La série est retirée le 7 mai 1998. Environ 4,4 millions de bandes gommées et 7,75 millions de carnets sont vendus, soit environ 119,4 millions de timbres individuels.

### Versailles -70econgrèsde la FFAP

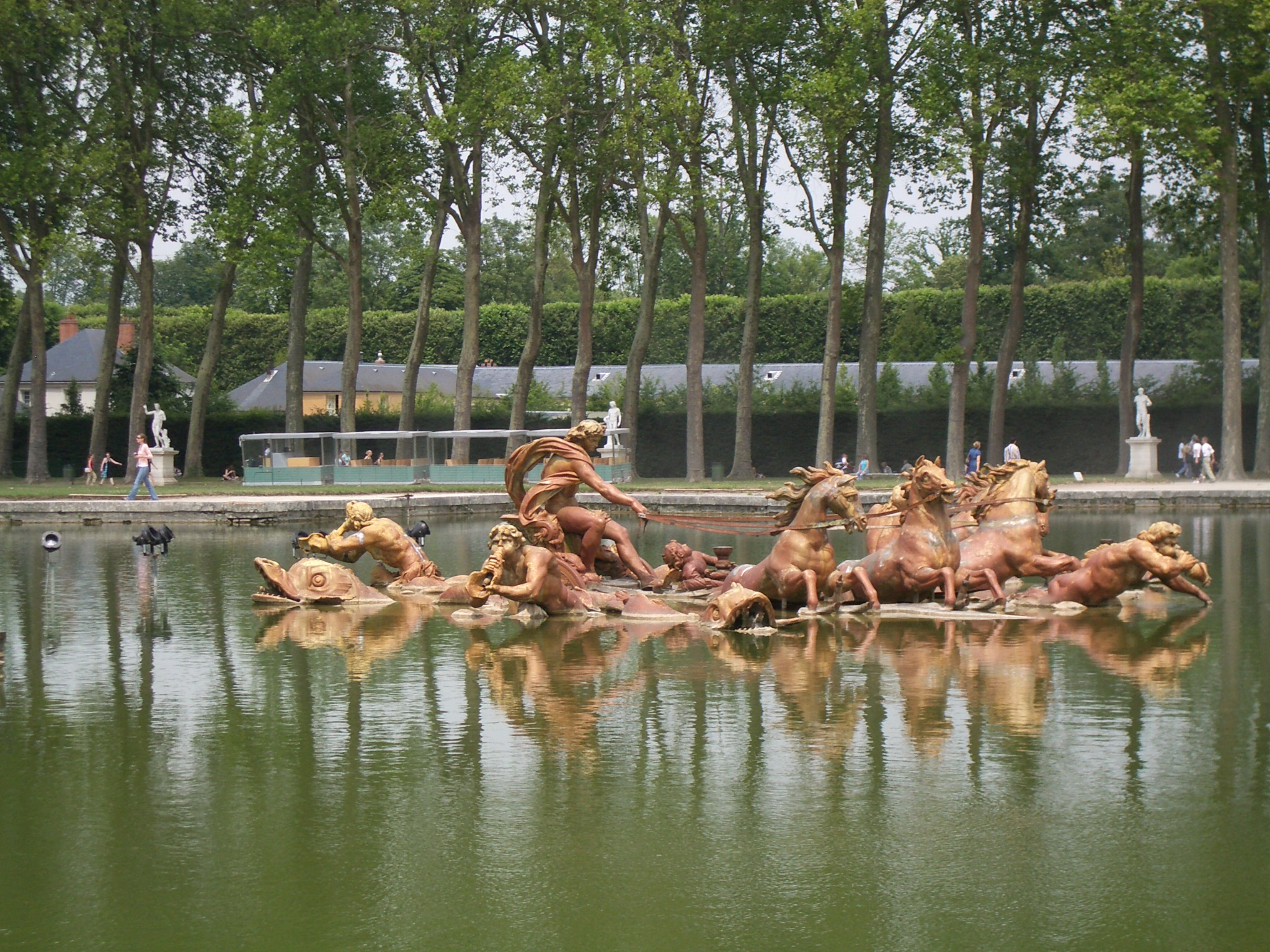
Sculpture d'Apollon, fontaine du parc, dans une perspective proche de celle utilisée sur le timbre.

Le 20 mai, à l'occasion du 70e congrès de la Fédération française des associations philatéliques (FFAP) dans cette ville, est émis un timbre de 3 FRF sur Versailles se-tenant à une vignette portant le logotype fédéral. Le timbre touristique est au format panoramique et permet de représenter les façades donnant sur la place d'armes, avec la statue équestre du roi Louis XIV. Dans le ciel, domine une vision de la sculpture du char d'Apollon visible dans une fontaine du parc, allégorie de la course du soleil que Louis XIV avait choisi comme emblème.
Le château, la statue équestre et la sculpture de Jean-Baptiste Tuby sont redessinés par Claude Andréotto. Le timbre et sa vignette sont imprimés en héliogravure.

### Château du Plessis-Bourré - Maine-et-Loire
Le 26 mai, est émis un timbre de 4,40 FRF dont le dessin est une vue aérienne du château du Plessis-Bourré, construit dans la seconde moitié du XVe siècle, et situé dans le département de Maine-et-Loire.
Le dessin est de Jean-Paul Véret-Lemarinier, et une partie est gravée par Claude Jumelet pour une impression en offset et taille-douce en feuille de quarante.
Retiré de la vente le 12 décembre 1997, environ 5,5 millions de timbres sont vendus.

## Juin

### Coupe du monde de football: villes organisatrices
Le 2 juin, pour la troisième fois, sont émis quatre timbres de 3 FRF sur quatre villes accueillant des matches de la Coupe du monde de football de 1998, organisée du 10 juin au 12 juillet 1998 : Lyon, Marseille, Nantes et Paris. Chaque timbre représente un geste de jeu sur un fond de couleur uni et de rayures, couleurs inspirées des clubs de football de la ville : un arrêt du gardien pour Lyon (fond rouge et rayures bleu), un buteur victorieux pour Marseille (rayures blanches et bleu ciel sur fond bleu), un amorti de la poitrine pour Nantes (jaune et rayures vertes), et un retourné acrobatique pour Paris (bleu foncé et rayures rouge).
Comme pour les timbres précédents de cette série, ils sont créés par Louis Briat et imprimés en héliogravure en feuille de quarante exemplaires.
Retirés le 31 décembre 1998, les timbres se sont vendus, dans l'ordre croissant, à environ 8,2 millions d'exemplaires pour « Paris », 8,35 pour « Lyon », 8,475 pour « Nantes » et 8,5 millions pour « Marseille ».

### Les Salles-Lavauguyon - Haute-Vienne
Le 16 juin, est émis un timbre de 4,50 FRF représentant une fresque de l'église des Salles-Lavauguyon, en Haute-Vienne.
Le timbre est dessiné par Jean-Paul Véret-Lemarinier et est imprimé en héliogravure en feuille de cinquante exemplaires.
Environ 5,8 millions de timbres sont vendus avant le retrait du 13 février 1998.

## Juillet

### Saint Martin - De la Gaule à la France 397-1997
Le 7 juillet, dans la courte série De la Gaule à la France, est émis un second et dernier timbre pour le 1600e anniversaire de la mort de Martin de Tours, représenté dans la scène traditionnelle du partage de son manteau avec un pauvre.
L'enluminure du XIVe siècle est interprétée en gravure par Claude Jumelet et mise en page par Jean-Paul Cousin sur un timbre imprimé en taille-douce en feuille de quarante.
Retiré le 13 février 1998, environ 6,3 millions de timbres sont vendus.

### Guimiliau: enclos paroissial
Le 15 juillet, est émis un timbre touristique de 3 FRF sur l'enclos paroissial de Guimiliau, dans le département du Finistère. L'illustration montre un élément du calvaire visible dans cet ensemble religieux.
Le timbres est dessiné et gravé par René Quillivic, puis mis en page par Charles Bridoux. Il est imprimé en taille-douce en feuille de cinquante exemplaires.
Environ 9,7 millions de timbres sont écoulés jusqu'au retrait du 13 février 1998.

### Marianne du 14 juillet
Le 15 juillet, sont émis les trois premières valeurs du nouveau type d'usage courant, la Marianne du 14 juillet : 2,70 francs vert, timbre rouge sans valeur imprimée et 3,80 francs bleu. Ce type remplace la Marianne du Bicentenaire en usage depuis janvier 1990. Cette allégorie de la République française, portant bonnet phrygien et cheveux au vent, regarde vers la gauche. Au-dessus d'elle, la devise « Liberté, Égalité, Fraternité » apparaît entourée d'étoiles.
La Marianne du 14 juillet est une création d'Ève Luquet gravée par Claude Jumelet. Imprimé en taille-douce, chaque valeur est conditionnée en feuille de cent timbres. Dès le 15 juillet, le timbre à validité permanente rouge est émis en carnet de dix timbres autocollants ; cette valeur et le 2,70 francs vert apparaissent également en roulettes.
C'est la première fois qu'un timbre d'usage courant de France est dessinée par une femme et la seconde fois, après la série Arc de triomphe imprimée aux États-Unis par l'AMGOT, que la devise de la République française est imprimée sur un timbre-poste.
Les deux valeurs numériques sont retirées le 31 décembre 2001 pour être remplacées par le type Marianne du 14 juillet en euros, avec légende « RF » au lieu de « République française », émis le 2 janvier 2002.. Le timbre à validité permanente rouge est relayé dès le 1er août 2001 par un timbre de même fonction avec la nouvelle légende.

## Septembre

### Championnats du monde d'aviron - Savoie
Le 1er septembre, est émis un timbre de 3 FRF à l'occasion des Championnats du monde d'aviron de 1997 organisés du 31 août au 7 septembre 1997 à Aiguebelette-le-Lac en Savoie. Le dessin montre une partie de l'équipage d'un aviron en train de ramer.
Le timbre violet et bleu est dessiné et gravé par Martin Mörck et mis en page par Charles Bridoux. Imprimé en taille-douce, il est conditionné en feuille de cinquante exemplaires.
Retiré le 13 mars 1998, le timbre est vendu à environ 8,1 millions d'exemplaires.

### César,Le Pouce
Le 15 septembre, est émis un timbre artistique de 6,70 FRF reproduisant la photographie d'une sculpture du pouce de l'artiste contemporain César Baldaccini.
La photographie est mise en page par Charles Bridoux et imprimé en héliogravure en feuille de trente unités.
Environ 5,2 millions de timbres sont vendus avant le retrait du 13 mars 1998.

### Corsaires basques
Le 15 septembre, est émis un timbre de 3 FRF sur les corsaires basques qui ont servi les rois de France pendant l'Ancien Régime. L'illustration représente deux corsaires et leur navire, entourant le paysage montagneux derrière le fort de la Socoa, à Ciboure.
Le timbre est dessiné et gravé par Pierre Forget. Il est imprimé en taille-douce en feuille de cinquante exemplaires.
Environ 8,5 millions de timbres sont vendus avant le retrait du 13 mars 1998.

### Marianne du 14 juillet
Le 15 septembre, sont émis douze timbres d'usage courant au type Marianne du 14 juillet dont les premières valeurs ont été émises le 15 juillet précédent. Il s'agit pour les valeurs d'appoint : 0,10 FRF sépia, 0,20 FRF émeraude, 0,50 FRF violet, 1 FRF orange, 2 FRF bleu,  5 FRF bleu-vert et 10 FRF violet ; pour les valeurs de la lettre : 3,50 FRF vert-jaune, 4,20 FRF orange, 4,40 FRF bleu, 4,50 FRF rose et 6,70 FRF vert foncé.
Le même mois, le timbre d'un franc orange apparaît également dans une version autocollante, comme valeur d'appoint dans un carnet contenant deux exemplaires d'un franc et six timbres à validité permanente rouge (soit 2 × 1 + 6 × 3 = 20). Ces carnets s'achètent alors dans des automates Sagem qui ne rendent pas la monnaie.
Ces timbres, comme ceux du 15 juillet, sont émis au type 1 : le trait marquant l'extérieur de l'oreille est contenu. Entre 1998 et 2001, un type 2 est connu avec un lobe de l'oreille discontinu ; il concerne toutes les formes de conditionnement (feuille, carnet, roulette) et est utilisé pour le bloc Les couleurs de Marianne en francs du 12 novembre 2001.
La Marianne du 14 juillet est une création d'Ève Luquet gravée par Claude Jumelet. Imprimé en taille-douce, chaque valeur est conditionnée en feuille de cent timbres.
Ces timbres sont retirés le 31 décembre 2001 pour laisser place au type Marianne du 14 juillet en euros et légende « RF » au lieu de « République française », émis le 2 janvier 2002.

### Basilique Saint-Maurice d'Épinal - Vosges
Le 22 septembre, est émis un timbre de 3 francs dont le dessin brun représente une vue aérienne de la basilique Saint-Maurice d'Épinal, dans le département des Vosges, construite entre le XIe et le XIIIe siècle.
Le timbre est dessiné et gravé par Claude Durrens pour une impression en taille-douce en feuille de cinquante.
Le retrait de la vente a lieu le 10 avril 1998. Environ 8,5 millions d'exemplaires sont vendus.

### Sablé-sur-Sarthe
Le 22 septembre, est émis un timbre touristique de 3 FRF représentant une vue fluviale de la ville de Sablé-sur-Sarthe.
Le timbre est dessiné et gravé par Pierre Albuisson. Il est imprimé en taille-douce en feuille de cinquante exemplaires.
Environ 8,6 millions de timbres sont vendus avant le retrait du 10 avril 1998.

### Chardin 1699-1779

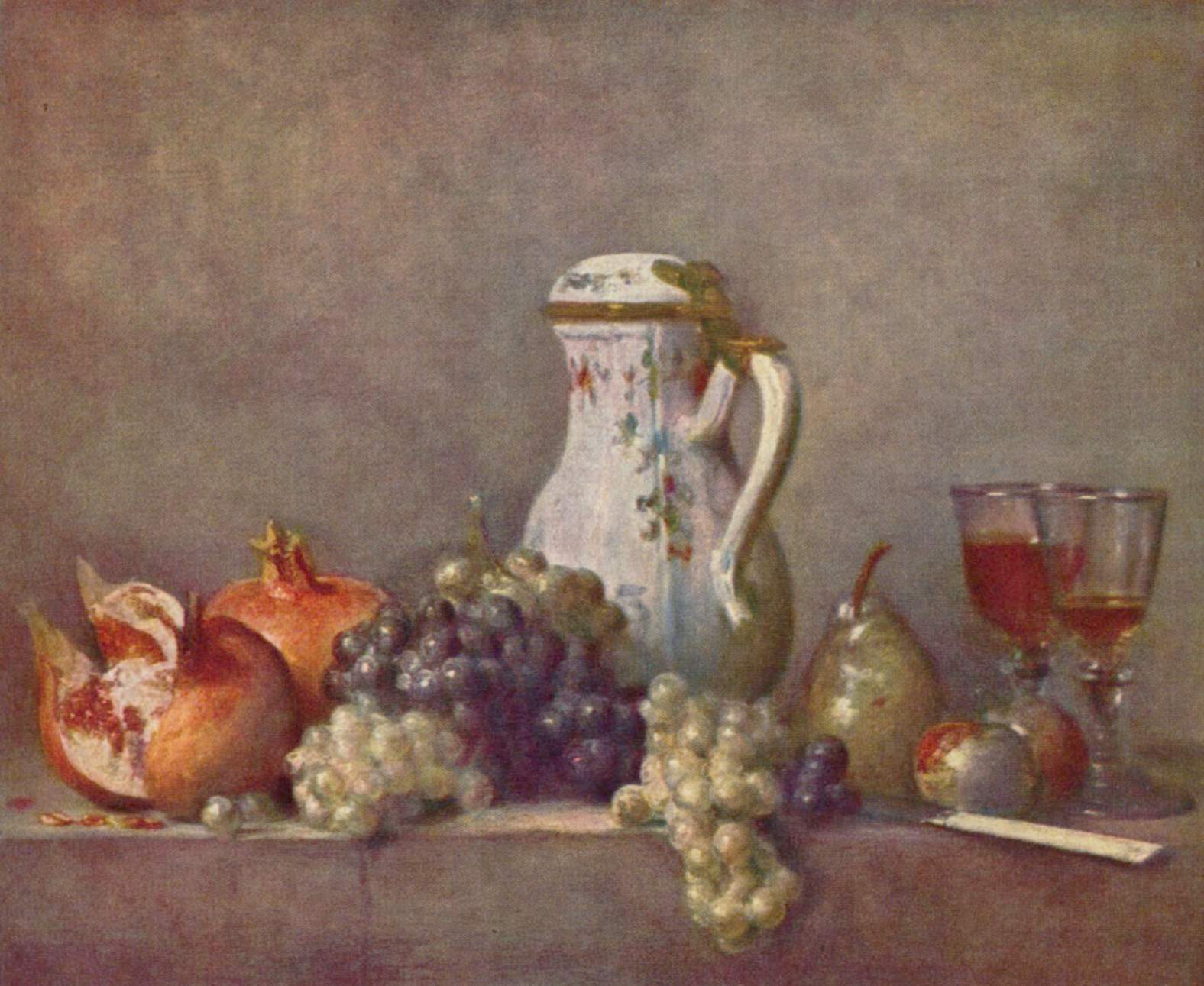
Raisins et grenades de Chardin, 1763.

Le 29 septembre, est émis un timbre artistique de 6,70 FRF reproduisant une peinture de Jean Siméon Chardin, Raisins et grenade, dans un cadre brun-rouge foncé.
L'œuvre est interprétée par Pierrette Lambert et mise en page par Aurélie Baras. Le timbre est imprimé en héliogravure en feuille de trente unités.
Environ 5,7 millions d'exemplaires sont vendus jusqu'au retrait.

### Voiturier de marée. Port de Boulogne
Le 29 septembre, est émis un timbre de 3 FRF sur une ancienne profession : voiturier de marée, qui consistait à amener rapidement en voiture à cheval à Paris le poisson pêché en mer du Nord et ramené au port de Boulogne.
L'illustration est dessinée et gravée par Pierre Forget. Le timbre est imprimé en taille-douce en feuille de cinquante.
Environ 8 millions d'unités sont vendus avant le retrait du 10 avril 1998.

## Octobre

### Année du Japon
Le 6 octobre, est émis un timbre de 4,90 FRF à l'occasion de l'année du Japon en France. À l'arrière-plan, est représentée la Maison de la culture du Japon à Paris tout juste inaugurée. Au premier plan à gauche, est dessinée la sculpture du bodhisattva debout, dit Kudara Kannon, datant du VIIe siècle et prêté par le temple de Hōryū-ji au musée du Louvre pour la manifestation.
L'illustration est signée et gravée Claude Jumelet pour une impression en taille-douce en feuille de quarante exemplaires.
Environ 4,2 millions de timbres sont vendus avant le retrait du 10 avril 1998.

### Championnats du monde de judo
Le 13 octobre, est émis un timbre de 3 francs à l'occasion des Championnats du monde de judo organisés à Paris. Sur un fond bleu et quelques éléments de couleurs vives, est reproduite la photographie d'une prise de judo.
Le timbre est dessiné par Aurélie Baras et imprimé en héliogravure en feuille de cinquante.
Le retrait de la vente a lieu le 10 avril 1998. Environ 8,1 millions de timbres sont vendus.

### Domaine de Sceaux - Hauts-de-Seine
Le 13 octobre, est émis un timbre de 3 FRF sur le domaine de Sceaux, dans les Hauts-de-Seine. L'illustration met en valeur les cascades de ce parc.
Le timbre est dessiné et gravé par Jacques Gauthier. Il est imprimé en taille-douce en feuille de cinquante unités.
Environ 8,6 millions de timbres sont vendus jusqu'au retrait du 10 avril 1998.

### Espace européen SAR.LOR.LUX
Le 17 octobre, dans le cadre d'une émission conjointe avec l'Allemagne et le Luxembourg, est émis un timbre de 3 FRF sur l'Eurorégion Sarre-Lorraine-Luxembourg, légendé « Espace européen Sar.Lor.Lux ». Sur un fond cartographique bleu, sont représentées les frontières autour du tripoint entre la Lorraine, le Luxembourg et la Sarre. Trois doubles-flèches, chacune aux couleurs d'un des trois États concernés, relient chacun des trois pays.
Le dessin est signé Christian Broutin et mis en page par Charles Bridoux sur un timbre imprimé en héliogravure en feuille de cinquante exemplaires.
Environ 9,4 millions de timbres sont vendus avant le retrait du 31 mars 1998.

### Le Collège de France
Le 20 octobre, est émis un timbre de 4,40 FRF sur le Collège de France, grand établissement d'enseignement et de recherche installé à Paris dans un siège représenté sur le timbre. En haut à gauche, apparaît le profil du roi François Ier, son fondateur en 1530.
L'illustration signée et gravée par Claude Durrens est imprimée en taille-douce. Le timbre est conditionné en feuille de cinquante.
Jusqu'au retrait du 12 juin 1998, environ 4,5 millions de timbres sont vendus.

### La qualité
Le 20 octobre, est émis un timbre de 4,50 FRF sur la qualité. L'illustration, sur fond bleu, montre des personnages noirs s'entraidant pour monter des barres de couleurs.
Le timbre dessiné par René Dessirier est imprimé en héliogravure en feuille de cinquante unités.
Environ 6,75 millions d'exemplaires sont vendus avant le retrait du 12 juin 1998.

### Personnages célèbres: héros d'aventures
Le 27 octobre, sont émis les six timbres de 3 FRF + 0,60 FRF et le carnet les regroupant de la série annuelle Personnages célèbres. Pour la troisième année d'affilée, l'émission est consacrée à des personnages de fiction : les « héros d'aventures » : d'Artagnan, devenu héros romanesque dans Les Trois Mousquetaires d'Alexandre Dumas ; Le Bossu, héros de Paul Féval ; Le Capitaine Fracasse de Théophile Gautier ; Cyrano de Bergerac, le personnage d'Edmond Rostand ; Lancelot, un des chevaliers de la Table Ronde de la légende arthurienne ; et Pardaillan. Chacun est dessiné dans une scène rappelant ses aventures. L'émission coïncide avec le centenaire de l'écriture et de la première représentation de Cyrano de Bergerac.
Les timbres sont dessinés par Guy Coda et Serge Hochain. Ils sont imprimés en héliogravure en feuille de cinquante (mais en vente indivisible de six timbres différents) et en un carnet reprenant les six types. La surtaxe de 60 centimes par timbre est reversée à la Croix-Rouge française.
Retirés le 12 juin 1998, enivron 1,275 million de séries de six timbres et 1,07 million de carnets ont été vendus, soit environ 14,07 millions de timbres individuels au total.

## Novembre

### Croix-Rouge
Le 10 novembre, dans le cadre de l'émission annuelle Croix-Rouge, est émis un timbre de 3 francs illustré d'un ours en peluche amenant des cadeaux à bord d'un vaisseau en forme d'étoile. La surtaxe de 60 centimes par timbre est reversée à la Croix-Rouge française.
Le dessin de Pierre-Marie Valat est mis en page par Michel Durand-Mégret pour une impression en héliogravure en feuille de trente exemplaires et en un carnet de dix. Les timbres de feuille se distinguent de ceux des carnets par la dentelure : 13½ × 13 pour les premiers et 12½ × 13 pour les seconds.
Retirés le 10 juillet 1998, environ 1,45 million de timbres et 832 000 carnets sont vendus.

### Meilleurs vœux (chat et souris)
Le 10 novembre, est émis un timbre de « meilleurs vœux » de 3 FRF sur lequel une souris offre un cadeau à un chat.
Le dessin d'Henri Galeron est mis en page par Charles Bridoux sur un timbre imprimé en héliogravure en feuille de cinquante unités.

### Bréguet XIV
Le 17 novembre, pour la première fois depuis 1987 et le 50 FRF « Dewoitine 338 », est émis un timbre de poste aérienne de 20 francs représentant en plein vol un Breguet XIV. Ce modèle, après avoir participé aux combats de la Première Guerre mondiale, a servi sous les commandes des pionniers de l'aéropostale.
Le timbre est dessiné par Jame's Prunier et imprimé en héliogravure en feuille de dix dentelés 13 × 13½ et en feuille de quarante exemplaires dentelés 13 × 13½.
Ce timbre est retiré de la vente le 31 décembre 2001, dernier jour avant l'introduction de l'euro fiduciaire. Son rôle est repris par le 3 € « Airbus A300 » émis le 28 octobre 2002.

### Protection de l'enfance maltraitée
Le 21 novembre, pour marquer la fin de l'année où ce phénomène a été déclarée « grande cause nationale » par le Premier ministre Alain Juppé, est émis un timbre de 3 FRF sur la « protection de l'enfance maltraitée ». Sur un fond rouge, un ours en peluche sourit au lecteur, les bras levés en l'air.
Le timbre est dessiné par Pascale Berthier et est imprimé en héliogravure en feuille de cinquante.
Il est retiré de la vente le 10 juillet 1998 et s'est vendu à environ 9 millions d'exemplaires.

### Meilleurs vœux (facteur)
Le 24 novembre, pour annoncer l'« année du facteur » en 1998, est émis un second timbre de « meilleurs vœux » de 3 FRF, cette fois-ci distribuant lee courrier en volant au-dessus d'une ville enneigée.
L'illustration signée Michel Trani, un facteur du Gard. Le timbre est imprimé en héliogravure avec un gaufrage en feuille de cinquante exemplaires.

## Décembre

### Maréchal Leclerc 1902-1947
Le 1er décembre, pour les cinquante ans de la mort du général Philippe Leclerc de Hauteclocque dans un accident d'avion, est émis un timbre de 3 francs en hommage à celui qui fut élevé à la dignité de maréchal de France à titre posthume. Une carte de France portant la croix de Lorraine d'or est posé sur un fond bleu foncé souligné de lignes bleu clair. Sur la droite, le portrait de Leclerc regarde vers la gauche et la carte, un bandeau d'or verticale portant les mentions habituelles du timbre.
Le timbre est mis en page par Michel Durand-Mégret et imprimé en héliogravure en feuille de cinquante.
Retiré le 10 juillet 1998, environ 9,2 millions d'exemplaires de ce timbre sont vendus.

### Marianne du 14 juillet- Philexfrance '99
Le 8 décembre, est émis un timbre de 3 FRF au type Marianne du 14 juillet au format d'un timbre commémoratif pour annoncer par son logotype l'exposition philatélique internationale de Paris, Philexfrance '99.
La Marianne du 14 juillet est une création d'Ève Luquet. Le timbre est gravé par Claude Jumelet pour une impression en taille-douce en feuille de cinquante unités.

### Moutier-d'Ahun - Creuse
Le 16 décembre, est émis un timbre de 4,40 FRF sur l'Abbaye de Moutier-d'Ahun, dans la commune du même nom située dans le département de la Creuse. La façade de l'abbaye fondée en 997 est représenté à côté d'une de ses statues en bois.
Le timbre est dessiné et gravé par Jacky Larrivière pour une impression en taille-douce en feuille de cinquante exemplaires.
Environ 5,1 millions de timbres sont vendus jusqu'au retrait du 14 août 1998.

### Sources
- Catalogue de cotations de timbres de France, éd. Dallay, 2005-2006.